# Beim Industriehafen
Die Straße Beim Industriehafen ist eine zentrale Durchgangsstraße in Bremen, Stadtteil Häfen, Ortsteil Industriehäfen. Sie führt östlich des Industriehafens (auch Industriehäfen) von der Stapelfeldtstraße zum Anschluss an die Bundesautobahn 281. Sie ist Teil der sogenannten Hafenrandstraße.
Die zunächst zweispurige Straße wurde vierspurig mit Mittelstreifen ausgebaut und in Höhe der Togostraße durch einen Straßenneubau mit der Stapelfeldstraße verbunden. Durch den neuen Streckenverlauf mit Unterquerung der Gleise der Bremischen Hafeneisenbahn konnte der Bahnübergang nahe der Togostraße aufgelöst werden, wodurch der südliche Teil der Straße abgetrennt wurde. Dieser Abschnitt wurde in Louis-Krages-Straße umbenannt.
Eine Besonderheit ist, dass die zulässige Höchstgeschwindigkeit auf dieser Innerortsstraße bei 70 km/h liegt.